# Liste der Naturdenkmale im Amt Ribnitz-Damgarten
Die Liste der Naturdenkmale im Amt Ribnitz-Damgarten nennt die Naturdenkmale im Amt Ribnitz-Damgarten im Landkreis Vorpommern-Rügen in Mecklenburg-Vorpommern.

## Ahrenshagen-Daskow
| Bild | Nr.  | Bezeichnung | Standort                                           | Beschreibung | Schutzzweck | Verordnung |
| ---- | ---- | ----------- | -------------------------------------------------- | ------------ | ----------- | ---------- |
| BW   | 19/1 | Birke       | Altenwillershagen (54° 16′ 48″ N, 12° 33′ 41″ O)   |              |             |            |
| BW   | 19/2 | Douglasie   | Altenwillershagen (54° 16′ 22,1″ N, 12° 33′ 9″ O)  |              |             |            |
| BW   | 19/3 | Douglasie   | Altenwillershagen (54° 16′ 30″ N, 12° 32′ 21,1″ O) |              |             |            |
| BW   | 19/4 | Rotbuche    | Altenwillershagen (54° 16′ 17″ N, 12° 32′ 28″ O)   |              |             |            |

## Ribnitz-Damgarten
| Bild            | Nr.   | Bezeichnung            | Standort                                                             | Beschreibung | Schutzzweck | Verordnung |
| --------------- | ----- | ---------------------- | -------------------------------------------------------------------- | ------------ | ----------- | ---------- |
| BW              | 74/1  | Esskastanie            | Ribnitz-Damgarten Im Kloster (54° 14′ 28,4″ N, 12° 25′ 58,5″ O)      |              |             |            |
| BW              | 74/2  | Magnolie               | Ribnitz-Damgarten Am Bleicherberg (54° 14′ 26,4″ N, 12° 26′ 3″ O)    |              |             |            |
| BW              | 74/3  | Japanische Sicheltanne | Ribnitz-Damgarten Am Bleicherberg (54° 14′ 26,7″ N, 12° 26′ 1,4″ O)  |              |             |            |
| BW              | 74/4  | Rotbuche               | Ribnitz-Damgarten Am Bleicherberg (54° 14′ 26,2″ N, 12° 26′ 1,9″ O)  |              |             |            |
| BW              | 74/5  | Rotbuche               | Ribnitz-Damgarten Am Bleicherberg (54° 14′ 25,8″ N, 12° 25′ 58,8″ O) |              |             |            |
| BW              | 74/6  | Weißtanne              | Püttnitzer Holz (54° 16′ 53,8″ N, 12° 25′ 38,6″ O)                   |              |             |            |
| BW              | 74/7  | Rotbuche               | Püttnitzer Holz (54° 16′ 46,9″ N, 12° 26′ 1,7″ O)                    |              |             |            |
| BW              | 74/9  | Gemeine Kiefer         | (54° 17′ 18,2″ N, 12° 25′ 9,1″ O)                                    |              |             |            |
| Fotos hochladen | 74/10 | Platane                | Pütnitz (54° 15′ 9″ N, 12° 27′ 52,9″ O)                              |              |             |            |
| BW              | 74/11 | Stieleiche             | Pütnitz (54° 15′ 11,5″ N, 12° 27′ 55,1″ O)                           |              |             |            |
| BW              | 74/12 | Eibe                   | Pütnitz (54° 15′ 6,8″ N, 12° 27′ 52,9″ O)                            |              |             |            |
| BW              | 74/13 | Rotbuche               | Pütnitz (54° 15′ 6,8″ N, 12° 27′ 50,8″ O)                            |              |             |            |
| Fotos hochladen | 74/14 | Stieleiche             | Pütnitz (54° 15′ 7,6″ N, 12° 27′ 44,6″ O)                            |              |             |            |
| BW              | 74/15 | Feldahorn              | Pütnitz (54° 15′ 7,9″ N, 12° 27′ 49,3″ O)                            |              |             |            |
| BW              | 74/16 | Hainbuche              | Ribnitz-Damgarten Am Bleicherberg (54° 14′ 26″ N, 12° 25′ 57,4″ O)   |              |             |            |
| BW              | 74/17 | Winterlinde            | Pütnitz (54° 15′ 9,4″ N, 12° 27′ 43,2″ O)                            |              |             |            |

## Schlemmin
| Bild | Nr.  | Bezeichnung | Standort                                                 | Beschreibung | Schutzzweck | Verordnung |
| ---- | ---- | ----------- | -------------------------------------------------------- | ------------ | ----------- | ---------- |
| BW   | 77/1 | Stieleiche  | Schlemmin Am Schloss (54° 13′ 22,3″ N, 12° 40′ 43,8″ O)  |              |             |            |
| BW   |      | Sommerlinde | Schlemmin Hauptstraße (54° 13′ 21,6″ N, 12° 40′ 57,6″ O) |              |             |            |

## Semlow
In diesem Ort sind keine Naturdenkmale bekannt.